# Tadeusz Myśliński (prawnik)
Tadeusz Myśliński ps. „Albert”, „Mecenas”, „Czwartek”, „Niedziela”, „dr S”, „dr Stelągowski” (ur. 7 marca 1908 w Warszawie, zm. 2005 tamże) – polski prawnik, narodowiec.

## Życie
W latach 1927–1931 studiował na Wydziale Prawa UW. W 1927 wstąpił do OWP. Pracował w „Gazecie Warszawskiej”. Uczestniczył w akcjach ulicznych wymierzonych w lewicę i Żydów. Z czasem zbliżył się do środowiska Rościszewskiego. Od 1937 (po odbyciu aplikacji adwokackiej) był adwokatem. Walczył w wojnie obronnej, trafił do niewoli sowieckiej, skąd zbiegł do Lwowa. Przedarł się do GG i zaangażował w konspirację. Ujęty podczas łapanki trafił do Auschwitz-Birkenau (przebywał tu od 15 sierpnia 1940 do końca 1940). Z obozu został zwolniony dzięki zaangażowaniu narzeczonej Janiny Dyksowskiej (została później jego żoną).
W Delegaturze Rządu na Kraj (w ramach Departamentu Spraw Wewnętrznych) stał na czele Komórki Bezpieczeństwa w Wydziale Bezpieczeństwa. Zadaniem Komórki Bezpieczeństwa była działalność w Warszawie i okolicach na odcinku rozpoznania niemieckich służb bezpieczeństwa, ale także polskich organizacji. W wyniku intensywnej działalności Komórki na wiosnę 1943 Niemcy dokonali aresztowania sześciu osób zaangażowanych w funkcjonowanie tej struktury. Myśliński został aresztowany 13 maja i trafił na Pawiak, gdzie przebywał do końca czerwca.
Od kwietnia do sierpnia 1945 przebywał w Rzymie na polecenie Stefana Korbońskiego, gdzie przekazał informacje o sytuacji po porwaniu przywódców Polski Podziemnej. Do Włoch powrócił w listopadzie 1945 i od początku kolejnego roku został pracownikiem rzymskiej ambasady TRJN. Po powrocie do Polski w 1947 kontynuował praktykę adwokacką. Od 1949 do 1953 przebywał w więzieniu na Rakowieckiej, następnie został skazany na karę dożywotniego więzienia, które opuścił warunkowo w październiku 1956. Jako prawnik współpracował z Państwową Wyższą Szkołą Teatralną i Państwowym Wydawnictwie Naukowym.